# عضلة رافعة لزاوية الفم
العضلة الرافعة لزاوِية الفم (بالإنجليزية: Levator anguli oris)‏ هي إحدى عضلات الوجه.

## منشأ العضلة
تنشأ من الحفرة النابية تحت الثقبة تحت الحجاج.

## مرتكز العضلة
ترتبط العضلة بزاويه الفم.